# Bandera LGBT

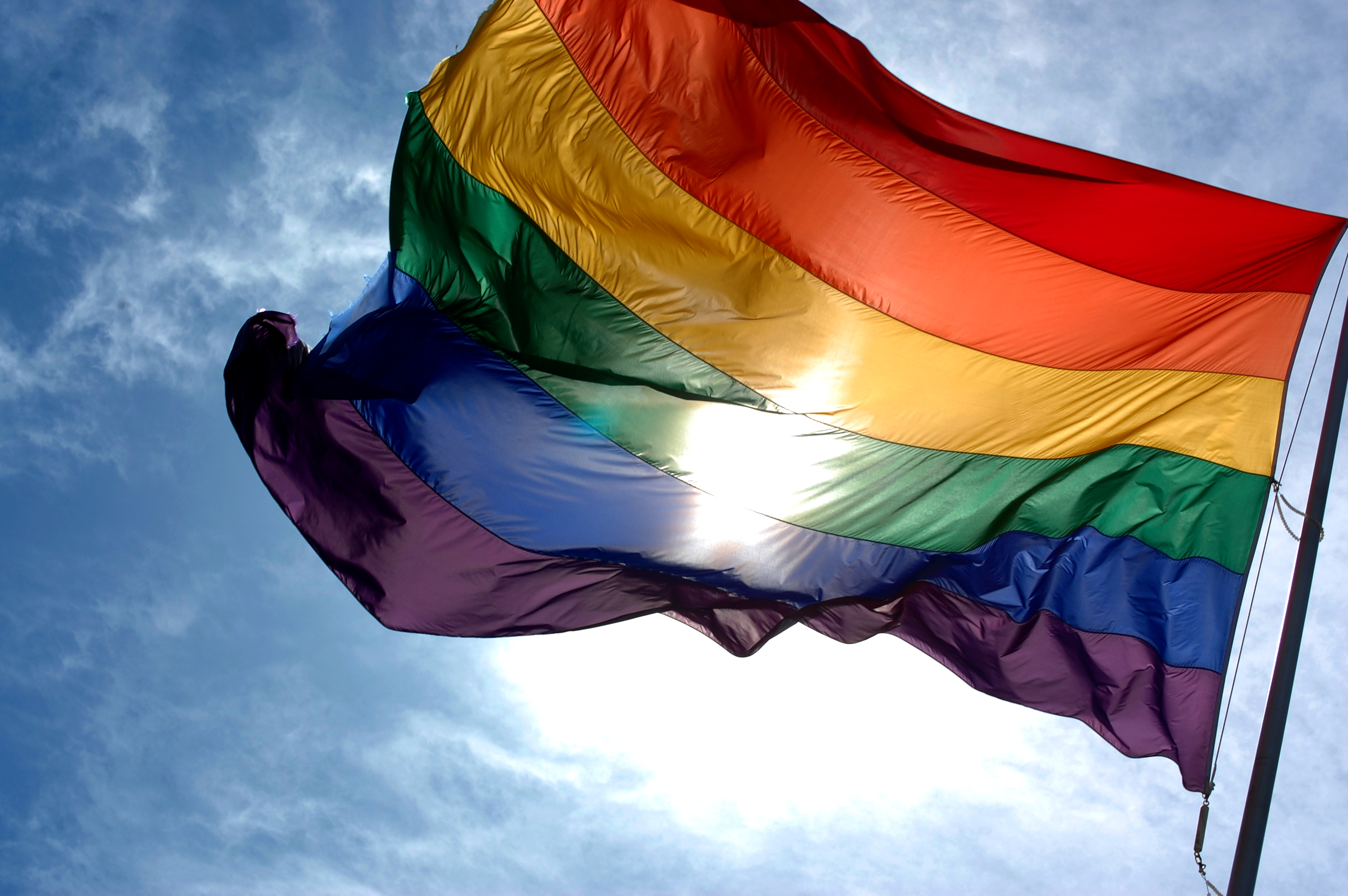
La versió de sis colors de la bandera de l'orgull LGBT és la més usada actualment.

La bandera LGBT, també anomenada sovint bandera de l'arc de Sant Martí, bandera irisada, bandera de l'arc iris i, incorrectament, bandera gai, ha estat utilitzada com símbol de l'orgull gai, lèsbic, bisexual i trans des de la dècada del 1970. Els diferents colors simbolitzen la diversitat del col·lectiu LGBT, i aquests són utilitzats sovint en les marxes del dia de l'orgull LGBT. Nasqué als Estats Units, però ara és utilitzada en tot el món.
La bandera d'arc de Sant Martí va ser popularitzada com símbol de l'orgull LGBT per l'artista nascut en San Francisco, Gilbert Baker, el 1978. Actualment consisteix en sis franges de colors roig, taronja, groc, verd, blau i violeta. La bandera copia l'ordre dels colors de l'Arc de Sant Martí.
En l'actualitat, persones LGBT i defensores dels drets LGBT, fan servir a tot el món la bandera en manifestacions, a la porta de casa seva o posen adhesius de l'arc iris als seus vehicles com un símbol exterior del seu suport al moviment LGBT.

## Història
En els primers anys de la dècada del 1970 als Estats Units hi havia banderes similars usades com a símbol d'unitat internacional de tota la gent del planeta, però a finals d'aquesta dècada, la relació popular d'aquests colors amb el moviment LGBTI va començar a dominar.
La bandera original va ser dissenyada per Gilbert Baker. S'enlairà per primera vegada en el Festival de l'Orgull de San Francisco, el 25 de juny de 1978. Consistia en vuit colors, cadascun amb els seus significats:
| Rosa     |  | Sexualitat   |
| Vermell  |  | Vida         |
| Taronja  |  | Salut        |
| Groc     |  | Llum del Sol |
| Verd     |  | Natura       |
| Turquesa |  | Art          |
| Blau     |  | Harmonia     |
| Violeta  |  | Esperit      |

Després del 27 de novembre de 1978, per a la San Francisco City Supervisor Harvey Milk, la demanda de la bandera d'arc de Sant Martí va anar en augment. Per a satisfer la demanda, la Paramount Flag Company començà a vendre una nova versió de la bandera, amb set colors, en detriment del color rosa. Baker s'adherí a la nova bandera a causa de la poca o nul·la disponibilitat de fàbriques que utilitzaren el color mancant.
El 1979 la bandera va ser modificada de nou. Quan les banderes eren enganxades en els pals dels fanals de San Francisco, els colors centrals es camuflaven amb els mateixos pals. D'eixa forma, la millor manera de solucionar el problema era reduint la quantitat de colors de la bandera. D'aquesta forma, s'arribà al disseny actual de sis franges.
Durant la dècada del 1980 la bandera va augmentar la seua popularitat a nivell nacional als Estats Units, i posteriorment va anar fent aparicions en l'àmbit internacional.
L'any 2003, coincidint amb el vint-i-cinquè aniversari de la seva creació, Gilbert Baker, va intentar tornar a popularitzar la bandera de vuit franges original, sense gaire èxit, ja que la majoria de la comunitat LGBT s'inclina per la més coneguda bandera de sis franges.
El 14 de juny de 2004, uns activistes LGBT van viatjar a unes illes australianes deshabitades en el Mar del Corall i van hissar la bandera irisada, proclamant aqueix territori lliure d'Austràlia.